# Le Tour-du-Parc
Le Tour-du-Parc (tiếng Breton: Tro-Park) là một xã ở tỉnh Morbihan trong vùng Bretagne tây bắc Pháp. Xã này có diện tích 9,3 km², dân số năm 1999 là 741 người. Khu vực này có độ cao từ 0-17 mét trên mực nước biển.
Cư dân của Le Tour-du-Parc danh xưng trong tiếng Pháp là Parcais.